# Charles Henry Somerset

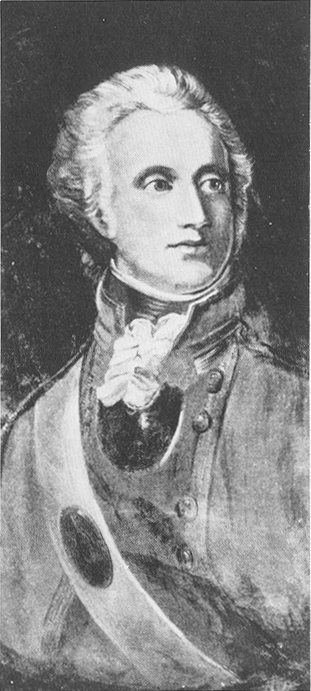
Charles Henry Somerset

Lord Charles Henry Somerset, PC (* 12. Dezember 1767 in Badminton; † 18. Februar 1831 in Brighton) war ein britischer General und Gouverneur. Von 1814 bis 1826 führte er als Gouverneur die Kapkolonie im heutigen Südafrika.

## Leben
Charles Henry Somerset wurde als zweiter Sohn von Henry Somerset, 5. Duke of Beaufort, und Elizabeth, Tochter von Admiral Edward Boscawen geboren. Er hatte drei Brüder.
1796 bis 1802 war er Abgeordneter im House of Commons für den Wahlkreis Scarborough, anschließend bis 1813 für den Wahlkreis Monmouth Boroughs. 1797 bis 1804 war er zugleich Comptroller of the Household (etwa: „Haushaltskontrolleur“), 1804 bis 1806 sowie 1807 bis 1813 Joint Paymaster of the Forces und damit für die Finanzierung der britischen Streitkräfte zuständig. Dem britischen Privy Council gehörte er ab 1797 an.
1814 wurde er anstelle von John Cradock Gouverneur der Kapkolonie. 1818 gründete er die später South African Public Library genannte Bibliothek. Er führte 1818 bis 1819 den Fünften Grenzkrieg gegen die Xhosa, um die Kapkolonie nach Osten auszuweiten. Zur Festigung der Ostgrenze der Kolonie holte er die britischen „Siedler von 1820“ ins Land. Im selben Jahr trat er einen Urlaub im Vereinigten Königreich an, der bis 1822 andauerte. Nach Somerset wurden in der Kapkolonie die Städte Somerset West und Somerset East benannt, nach seinem Adelsgeschlecht erhielten Beaufort West, Fort Beaufort und Port Beaufort ihre Namen. Sein kommissarischer Nachfolger wurde 1826 Richard Bourke, der 1828 durch Lowry Cole abgelöst wurde.
1788 heiratete Somerset Lady Elizabeth Courtenay (1766–1815), mit der er drei Kinder hatte. Nach dem Tod seiner Frau heiratete Somerset im Jahr 1821 Lady Mary Poulett (1788–1860). Sie hatten zusammen drei weitere Kinder.